# Principauté de Hà Tiên
1707–1777
1787–1832
Entités précédentes :
- Âge sombre du Cambodge (1707)
- Dynastie Tây Sơn (1787)

Entités suivantes :
- Dynastie Tây Sơn (1778)
- Dynastie Nguyễn (1832)

La principauté de Hà Tiên (vietnamien : Hà Tiên trấn, chinois : 河仙鎮, thaï : เมืองพุทไธมาศ) est un protectorat fondé en 1707 par Mạc Cửu à Hà Tiên dans l'actuelle province de Kiên Giang du Viêt Nam. 

## Liste des marquis de Hà Tiên
| Nom                                                  | Titre vietnamien | Titre siamois                                | Titre khmer           | Règne     | Notes                      |
| ---------------------------------------------------- | --- | -------------------------------------------- | --------------------- | --------- | -------------------------- |
| Mạc Cửu 鄚玖                                         | Hà Tiên trấn tổng binh Cửu Ngọc hầu (河僊鎮總兵玖玉侯) |                                              | Oknha (ឧកញ៉ា)           | 1707–1735 |                            |
| Mạc Thiên Tứ 鄚天賜                                  | Hà Tiên trấn khâm sai đô đốc Tông Đức hầu (河僊鎮欽差都督琮德侯) | Phraya Rachasethi Yuan, (พระยาราชาเศรษฐี ญวน) | Preah Sotoat (ព្រះសុទត្ដ) | 1736–1771 | fils de Mạc Cửu            |
| Tang Lieng (en) 陳聯                                 | | Phraya Rachasethi Chin (พระยาราชาเศรษฐี จีน)   |                       | 1771–1773 | nommé par le Siam          |
| Mạc Thiên Tứ                                         | Hà Tiên trấn khâm sai đô đốc Tông Đức hầu (jusqu’à 1775) Đặc tiến quốc lão Hà Tiên trấn đô đốc Tông quận công (depuis l'an 1775) (特進國老河僊鎮都督琮郡公)                           | Phraya Rachasethi Yuan                       | Preah Sotoat          | 1773–1777 | restaurer                  |
| Interrègne (1777–1785)                               | |                                              |                       |           |                            |
| Mạc Tử Sinh 鄚子泩                                   | Hà Tiên lưu thủ tham tướng Lý Chánh hầu (河僊留守參將理政侯) | Phraya Rachasethi (พระยาราชาเศรษฐี)           |                       | 1785–1788 | fils de Mạc Thiên Tứ       |
| Interrègne, régent: Ngô Ma (1788–1789)               | |                                              |                       |           |                            |
| Mạc Công Bính 鄚公柄                                 | Long Xuyên lưu thủ Bính Chánh hầu (龍川留守柄正侯) |                                              |                       | 1789–1792 | petit-fils de Mạc Thiên Tứ |
| Interrègne, régent: Trần Hanh et Trần Tô (1792–1800) | |                                              |                       |           |                            |
| Mạc Tử Thiêm 鄚子添                                  | Hà Tiên chánh khâm sai lưu thủ cai cơ Thiêm Lộc hầu (jusqu’à 1805) (河僊正欽差留守該奇添祿侯) Hà Tiên trấn khâm sai chưởng cơ Thiêm Lộc hầu (depuis l'an 1805) (河僊鎮欽差掌奇添祿侯) | Chaophraya Rottha                            |                       | 1800–1809 | fils de Mạc Thiên Tứ       |
| Régent: Ngô Y Nghiễm et Lê Tiến Giảng (1809–1816)    | |                                              |                       |           |                            |
| Mạc Công Du 鄚公榆                                   | Hà Tiên trấn hiệp trấn Du Thành hầu (jusqu’à 1818) (河僊鎮叶鎮榆成侯) Hà Tiên trấn thủ Du Thành hầu (depuis l'an 1818) (河僊鎮守榆成侯)                                               |                                              |                       | 1816–1829 | petit-fils de Mạc Thiên Tứ |
| Mạc Công Tài 鄚公材                                  | Hà Tiên thủ quản thủ (河僊守管守) |                                              |                       | 1830–1832 | petit-fils de Mạc Thiên Tứ |

## Référence
1. ↑  Siamese Melting Pot by Edward Van Roy
2. ↑  พระราชพงศาวดารกรุงธนบุรี
3. ↑  (km) « ប្រវត្តិសាស្ត្រប្រទេសកម្ពុជា-ជំពូកទី៣ »
4. 1 2 3  Dai et Yang 1991, p. 326
5. ↑  Dai et Yang 1991, p. 256

- Nola Cooke et Tana Li, Water frontier : commerce and the Chinese in the Lower Mekong Region, 1750-1880, Rowman & Littlefield, 2004, 202 p. (ISBN 978-0-7425-3083-6, lire en ligne)
- Choi Byung Wook, Southern Vietnam Under the Reign of Minh Mang (1820–1841) : Central Policies and Local Response, Cornell Southeast Asia Program, 2004, 226 p. (ISBN 0-87727-138-0, lire en ligne)
- Geoff Wade, Maritime Routes Between Indochina and Nusantara to the 18th Century (lire en ligne)
- (zh) Kelai Dai et Baoyun Yang, Ling nan zhi guai deng shi liao san zhong, Zhengzhou, Zhongzhou gu ji chu ban she, 1991 (ISBN 7-5348-0203-2, lire en ligne)